# Phillips (Nebraska)
Phillips és una població dels Estats Units a l'estat de Nebraska. Segons el cens del 2000 tenia 336 habitants.

## Demografia
Segons el cens del 2000, Phillips tenia 336 habitants, 135 habitatges, i 105 famílies. La densitat de població era de 518,9 habitants per km².
Dels 135 habitatges en un 34,1% hi vivien nens de menys de 18 anys, en un 61,5% hi vivien parelles casades, en un 7,4% dones solteres, i en un 22,2% no eren unitats familiars. En el 18,5% dels habitatges hi vivien persones soles el 4,4% de les quals corresponia a persones de 65 anys o més que vivien soles. El nombre mitjà de persones vivint en cada habitatge era de 2,49 i el nombre mitjà de persones que vivien en cada família era de 2,78.
Per edats la població es repartia de la següent manera: un 23,8% tenia menys de 18 anys, un 8,6% entre 18 i 24, un 29,5% entre 25 i 44, un 28,9% de 45 a 60 i un 9,2% 65 anys o més.
L'edat mediana era de 36 anys. Per cada 100 dones de 18 o més anys hi havia 103,2 homes.
La renda mediana per habitatge era de 35.536 $ i la renda mediana per família de 35.714 $. Els homes tenien una renda mediana de 24.519 $ mentre que les dones 18.977 $. La renda per capita de la població era de 16.090 $. Aproximadament el 5,6% de les famílies i el 7,9% de la població estaven per davall del llindar de pobresa.

## Poblacions més properes
El següent diagrama mostra les poblacions més properes.